# Новый сецессион

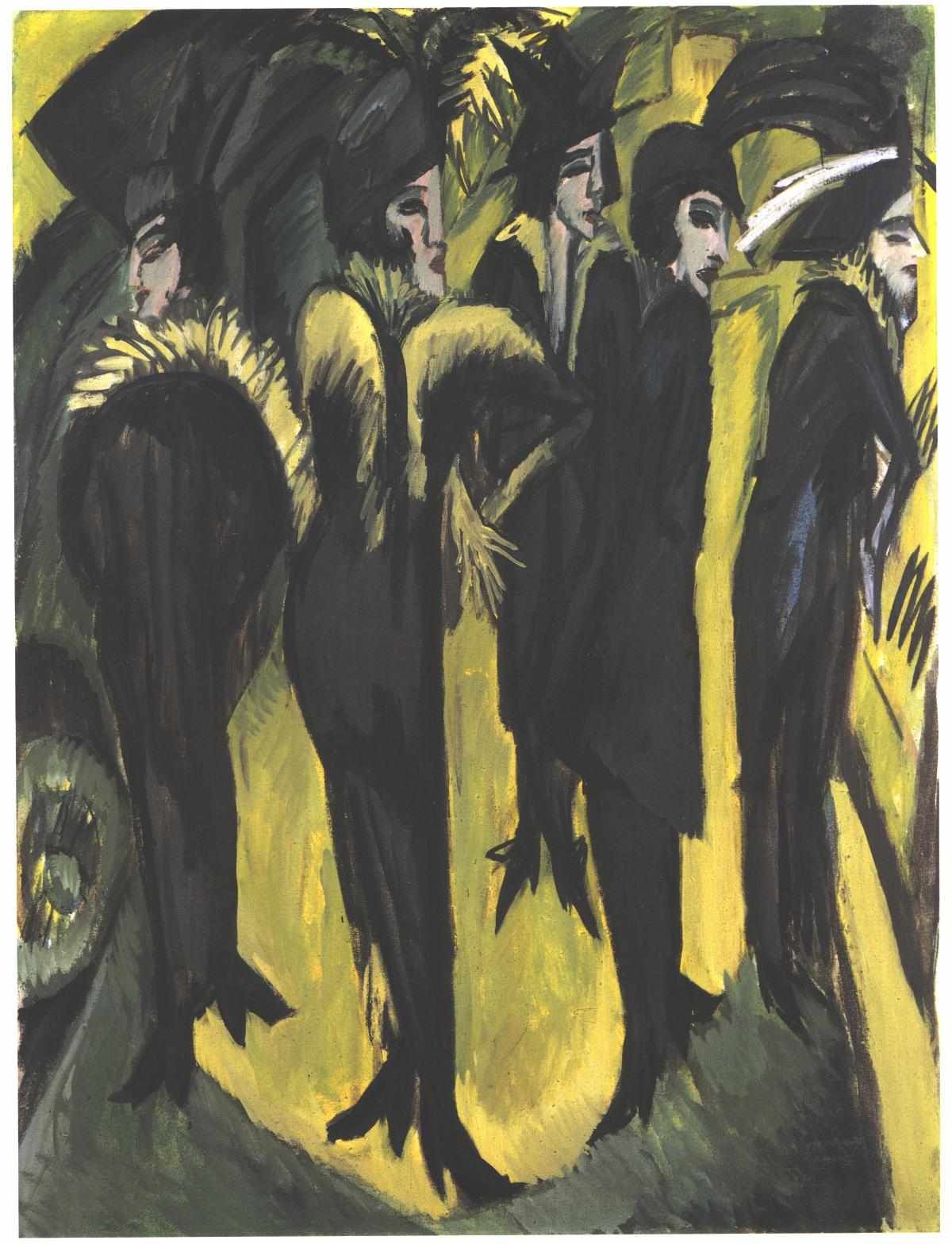
Эрнст Людвиг Кирхнер: Пять женщин на улице, 1913 г.

Новый сецессион (нем. Neue Secession) — ассоциация художников-экспрессионистов, организовывающая совместные выставки членов ассоциации в Берлине в 1910—1914 годах.
Новый Сецессион, первоначально возглавляемый Георгом Таппертом и Максом Пехштейном, был создан после того, как 27 произведений художников-эксперссионистов были исключены из выставки Берлинского Сецессиона, проходившей в 1910 году. Первая выставка Нового Сецессиона позиционировалась, как выставка художников, «отвергнутых Берлинским Сецессионом 1910 года», но к группе также присоединились художники, которые не являлись членами Берлинского Сецессиона.
Ассоциация способствовала развитию экспрессионизма в Германии. Помимо берлинских художников — экспрессионистов, в Новом Сецессионе также состояли члены группы Мост, которые в дальнейшем сформировали творческое объединение «Синий всадник».
Четвёртая выставка Нового Сецессиона открылась в середине ноября 1911 года и имела успех, но и одновременно с этим ассоциация начала распадаться, когда её президент Макс Пехштейн не был переизбран на новый срок, он ушел, а за ним последовали остальные члены группы Мост. Кроме того, после раскола, художники перешедшие в группу Новое Мюнхенское художественное объединение и группу «Синий всадник» начали организовывать собственные выставки. Последняя выставка Нового Сецессиона состоялась в 1914 году.

## Известные члены ассоциации
- Рауль Дюфи
- Отто Фрейндлих
- Эрих Геккель
- Василий Кандинский
- Эрнст Людвиг Кирхнер
- Цезарь Кляйн
- Богумил Кубишта
- Вильгельм Лембрук
- Франц Марк
- Отто Мюллер
- Габриэле Мюнтер
- Эмиль Нольде
- Макс Пехштейн
- Карл Шмидт-Роттлафф
- Артур Сигал
- Георг Тапперт
- Марианна Верёвкина